# De Beque
De Beque – miasto w Stanach Zjednoczonych, w stanie Kolorado, w hrabstwie Mesa.